# Hiruzen Sarutobi
 (juin 2024).
Hiruzen Sarutobi (猿飛ヒルゼン, Sarutobi Hiruzen), généralement désigné par son titre de 3e Hokage (三代目火影, Sandaime Hokage), est un personnage du manga Naruto. C'est le kage en fonction à Konoha au début du manga ; il est membre du clan Sarutobi.

## Création et conception

Chapeau du Hokage

À l'origine, le 3e Hokage devrait être un chien. D'après le 1er Databook, l’auteur dit que ce chien aurait été l’animal de compagnie du 2e Hokage et qu’il était tellement fort que les habitants du village finirent par le nommer Hokage. Finalement, Masashi Kishimoto n'a pas retenu cette idée, mais il a réalisé un dessin de la falaise avec les têtes gravées telle qu'elle serait avec un chien comme 3e Hokage.

## Profil

### Histoire
Le jeune Hiruzen est entraîné par les deux premiers Hokage (Hashirama Senju et Tobirama Senju) ; élève talentueux, il apprend de nombreuses techniques dès son jeune âge[réf. nécessaire].
Un jour, lors d’une mission avec Danzô et quatre autres jeunes ninjas, sous la direction du 2e Hokage, ils sont traqués par une équipe de ninjas de Kumo et l’un d’entre eux doit faire diversion pour sauver les autres. Hiruzen se propose, au grand dam de Danzô qui n’en a à ce moment pas le courage. C’est finalement Tobirama qui se sacrifie, en confiant avant de partir la charge de Hokage au jeune Hiruzen.
Devenu Hokage, il entraîne Jiraya, Orochimaru et Tsunade, les futurs Sannin. Hiruzen aurait voulu que son élève le plus talentueux, Orochimaru, devînt son successeur en tant que kage du village caché de la feuille, mais se méfiant de l'ambition qu'il lisait dans ses yeux, il lui préfère Minato Namikaze, un jeune élève de Jiraya. Quelques années après, il découvre qu'Orochimaru fait des recherches interdites en utilisant des ninjas enlevés dans le village comme sujets de tests. Il ne peut cependant se résoudre à tuer son ancien élève qu'il laisse s'enfuir du village. Après le sacrifice du 4e Hokage face au démon Kyûbi, il reprend ses fonctions de chef, malgré son âge.
Pendant la période de crise avec le clan Uchiwa, Hiruzen est le seul à s'opposer à Danzô et les deux conseillers du village quant à la décision de traiter les Uchiwa comme des ennemis à abattre, mais c’est en vain qu’il tente de trouver une solution de compromis. Sous les ordres des anciens, Itachi Uchiwa extermine donc son propre clan, ne laissant que Sasuke pour survivant avec la promesse faite du 3e Hokage de le protéger de Danzô et des conseillers.
Lors de l'examen de chūnin, Orochimaru, se faisant passer pour le Kazekage, après l'avoir préalablement assassiné, élabore un plan avec les ninjas de Suna pour détruire Konoha. Hiruzen, découvre alors que son ancien élève est venu le tuer, et le combat pour protéger son village et les habitants. Après une série de techniques de haut niveau, et très impressionnantes, Sarutobi montre qu'il est un vrai Hokage, et réussit malgré son âge à se défaire de ses deux anciens maîtres, le 1er et le 2d Hokage ramenés à la vie par une technique d'invocation d'Orochimaru. Il finit par se sacrifier en invoquant le « Dieu de la Mort » qui, pour prendre l'âme d'un adversaire, réclame aussi celle de son invocateur, mais, il n’a pas assez de force pour retirer entièrement l'âme d'Orochimaru, se contentant de lui arracher ses deux bras et le privant ainsi de la possibilité d'effectuer des mudras (signes de main obligatoires pour effectuer des techniques de ninjutsu). Le troisième hokage meurt, un sourire aux lèvres, en ayant sauvé son village, et tenté de corriger ses fautes du passé, notamment de n'avoir pas pu arrêter son élève alors qu'il en était encore temps. Il reste dans les mémoires de ses sujets comme un chef aimé et aimant, surtout pour les quelques orphelins des guerres précédentes (Iruka, Naruto…) pour qui il représentait toute leur famille. À la suite de sa mort, Konoha n'ayant plus de Hokage, c'est son élève Tsunade qui reprend le flambeau. 
Hiruzen refait son apparition au cours de la 4e grande guerre ninja avec ses prédécesseurs et son successeur, invoqués par la technique de la « Réincarnation des âmes » d'Orochimaru. C'est lui-même qui va confirmer à Sasuke la vérité sur son frère Itachi, avant de partir combattre Obito et Madara Uchiwa. Au cours de la bataille, il apprend avec tristesse que son élève Jiraya et son fils Asuma sont morts au travers des pensées de Naruto.

### Personnalité
Hiruzen est d’ordinaire calme et discret. Il est victime par deux fois du « Sexy-Méta » de Naruto, ce qui démontre un certain côté égrillard. Hiruzen n’hésite pas à aller réconforter les jeunes ninjas de son village, comme Orochimaru ou Iruka, à la suite de la perte de leurs parents, et considère Konoha et ses habitants comme sa famille ; même si Orochimaru est tombé bas selon lui, il garde longtemps de l’affection pour lui. Il a une grande foi en la volonté du feu, transmise par les précédents Hokage, et il est heureux de mourir en protégeant son village. Alors qu'il avait montré sa confiance en Minato en lui passant le flambeau de Hokage, il est contraint de reprendre cette charge à la mort de ce dernier, ne voyant personne à la hauteur de cette tâche.
En tant que père, il estime que son fils Asuma fait son devoir de ninja, même s'il ne montre pas la moindre émotion lorsque ce dernier manque de mourir en mission ; cependant, lorsqu'il apprend sa mort au cours de la bataille contre Jubi, il éprouve de la tristesse.

### Capacités
Nature du chakra: Katon, Doton

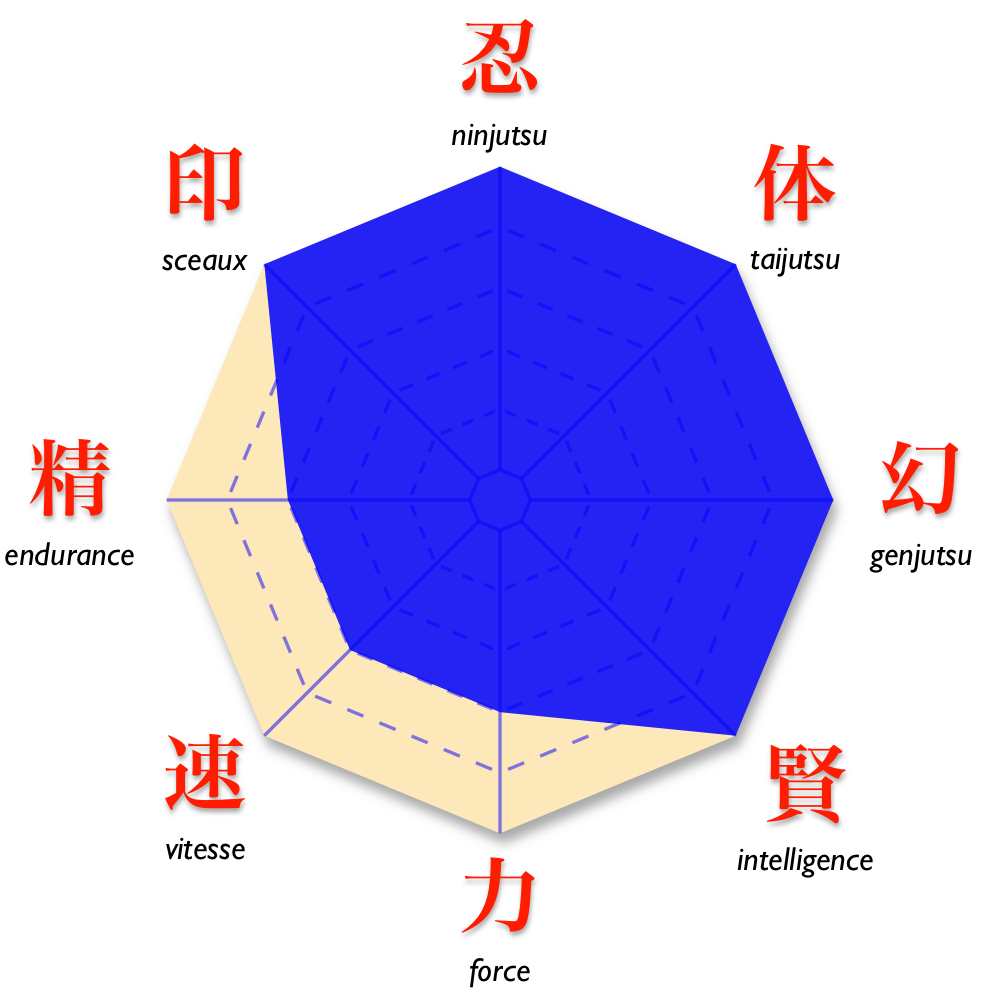
Même diminué physiquement par l'âge, le troisième hokage mérite toujours son titre et les surnoms qui lui ont été donnés, maîtrisant toujours à la perfection les arts ninja les plus difficiles.

Selon Orochimaru, Hiruzen Sarutobi était surnommé « le Professeur » (et parfois même « Dieu des shinobis »), il était celui qui connaissait toutes les techniques de Konoha ; sous sa forme réincarnée, il est d’ailleurs capable de maîtriser les cinq éléments et d’exécuter au même moment, à l’aide du « Multi clonage », une technique puissante de longue portée de chaque élément. Membre et chef du clan Sarutobi (猿飛, litt. « bond de singe »), il est un guerrier rapide et agile, capable d'invoquer le puissant roi des singes Enma.Dû à son règne anormalement long en tant qu'hokage, Hiruzen fut petit à petit considéré comme le plus fort des hokages qui avaient existé. 
La seule fois où l'on voit Hiruzen Sarutobi utiliser ses techniques d'attaque et de défense est lors du combat contre Orochimaru. Il est alors âgé et diminué (comme le constatent les protagonistes du combat, Orochimaru compris), ainsi que limité par son chakra.

## Techniques
Les techniques ci-dessous sont toutes tirées du manga et utilisées officiellement par le 3e Hokage Hiruzen Sarutobi. Elles sont placées par ordre d'apparition.
- Technique du télescope (遠眼鏡の術, Tōmegane no jutsu?)[7] — Rang A
Le 3e Hokage peut utiliser une « boule de cristal » pour voir l'endroit où se trouve une personne et ce qu'elle fait (même sans savoir à la base où elle est).
Bien souvent, lorsqu'on le voit utiliser cette technique, c'est Naruto qu'il observe, commentant dans sa barbe les faits et gestes de celui-ci.
- Shuriken multi-clonage (手裏剣影分身の術, Shuriken kage bunshin no jutsu?)[8] — Rang A
Permet de cloner un shuriken lancé qui se démultiplie en de nombreux shuriken ayant une véritable consistance (clonage de l'ombre).
Les clones de shuriken finissent néanmoins par disparaître après avoir atteint leur cible.
- Katon - L’embrasement infernal du dragon (火遁・火龍炎弾, Katon - Karyū endan?)[9] — Rang B
Hiruzen utilise sa bouche comme un lance-flammes puissant.
- Doton - Le mur de boue (土遁・土流壁, Doton - Doroheki?)[10] — Rang B
Jutsu de protection ; en crachant de la boue par la bouche, Hiruzen crée une immense barrière de terre verticale.
- Invocation (口寄せの術, Kuchiyose no jutsu?)[11] — rang C
Technique servant à invoquer des animaux ou des objets dont la puissance ou l'importance est déterminée selon la quantité de chakra utilisée.
Le 3e Hokage invoque le roi des singes Enma, qui possède une excellente lecture du combat et peut se transformer en une arme d'une grande puissance.
Dans l’anime, Hiruzen peut invoquer un autre singe[12]
- Multi-clonage (影分身の術, Kage bunshin no jutsu?)[13] — rang B
Cette technique permet de créer un clone consistant avec une volonté propre et pouvant effectuer des techniques.
Sarutobi peut également créer un clone de lui-même à partir de la boue.
- L’emprisonnement des morts (封印術・屍鬼封尽, Fūinjutsu - Shiki fūjin?)[14]
C'est une technique qui permet d'invoquer le dieu de la mort. Elle permet de sceller l'âme de l'ennemi (en échange de la sienne) dans l'estomac du dieu de la Mort, où les deux âmes se combattront et endureront un tourment éternel.
Sarutobi a appris cette technique de Minato Namikaze qui s'en est servi pour sceller la partie « Yin » (négative) du chakra de Kyûbi[15].
Sarutobi l'a utilisée pour se défaire le premier hokage et le second hokage, et enlever à Orochimaru l'usage de ses bras (il tentait de sceller complètement l'âme d'Orochimaru, mais n'en a pas eu la force nécessaire).
- Technique associative des cinq éléments (五遁大連弾の術, Goton dairendan no jutsu?)
Hiruzen crée quatre clones de l'ombre et ensemble, ils combinent chacune des techniques élémentaires respectivement katon, futon, raiton, doton, suiton.

### Anime
- Cube aux Faces Écarlates (四赤陽陣, Shisekiyôjin?)
Technique effectuée avec les 3 autres Hokage réincarnés.
Les 4 ninjas combinent leur chakra pour créer une large barrière cubique rouge, capable d'encaisser des orbes démoniaques ou d'enfermer un adversaire à l'intérieur.
- Ninpo - Les shurikens de tuiles (瓦手裏剣, Kawara shuriken?)[16]
Cette technique permet d'utiliser des tuiles comme des shurikens.
- Substitution (変わり身の術, Kawarimi no jutsu?)[16],[17] — rang E
Sarutobi se substitue à une statue de « boue » pour échapper à la main cachée du serpent d'Orochimaru. Ce remplacement « fond » devant l'adversaire une fois la surprise éventée.
- Doton - La coulée de boue (土遁・土流大河, Doton - Doryū taiga?)[16]
Sarutobi crée un torrent de boue qui emporte l'adversaire.
- Doton - Souffle du dragon de terre (土遁・土流弾, Doton - Doryū dan?)[16]
Après avoir exécuté la technique de la coulée de boue, le torrent se transforme en tête de dragon qui crache des missiles de boue.
- Katon - Souffle du dragon de feu (火遁・火龍弾, Katon - Karyū dan?)[16]
Après avoir lancé la technique du souffle du dragon de terre, Sarutobi crache un jet de feu qui enflamme les missiles de boue.

### Jeux vidéo
- Technique de scellement - Sceau triangulaire (封印術・三方封印, Fūinjutsu - Sanpo fuin?)
Sarutobi invoque deux clones, les trois encerclent l'ennemi et l'emprisonnent dans une barrière en forme tétraédrique de lumière qui le fait propulser vers les cieux pour ensuite le faire disparaître.